# جوش غراي (لاعب كرة سلة)
جوش غراي (بالإنجليزية: Josh Gray)‏ (9 سبتمبر 1993 بليك تشارلز في الولايات المتحدة - ) هو لاعب كرة سلة أمريكي في مركز هجوم خلفي. لعب مع LSU Tigers men's basketball ‏.

## وصلات خارجية
- جوش غراي على موقع إن بي أي (الإنجليزية)
- جوش غراي على موقع سبورتس رفرنس (الإنجليزية)
- جوش غراي على موقع الدوري الإسباني لكرة السلة (الإسبانية)
- جوش غراي على موقع كرة السلة الأوروبية.كوم (الإنجليزية)
- جوش غراي على موقع إي إس بي إن.كوم (الإنجليزية)
- جوش غراي على موقع كلية كرة السلة في سبورتس رفرنس.كوم (الإنجليزية)
- جوش غراي على موقع ريلجم (الإنجليزية)
- جوش غراي على موقع بروبوليرز (الإنجليزية)
- جوش غراي على موقع سبورتس رفرنس (الإنجليزية)
- جوش غراي على موقع سبورتس رفرنس (الإنجليزية)